# Францішек Коритовський
Францішек Вінцентій Іґнацій Коритовський гербу Мора (пол. Franciszek Korytowski, 5 квітня 1763 — 1833/1834) — польський шляхтич, урядник та власник маєтків на Українських землях Австрійської імперії, представник роду Коритовських. 

## Життєпис

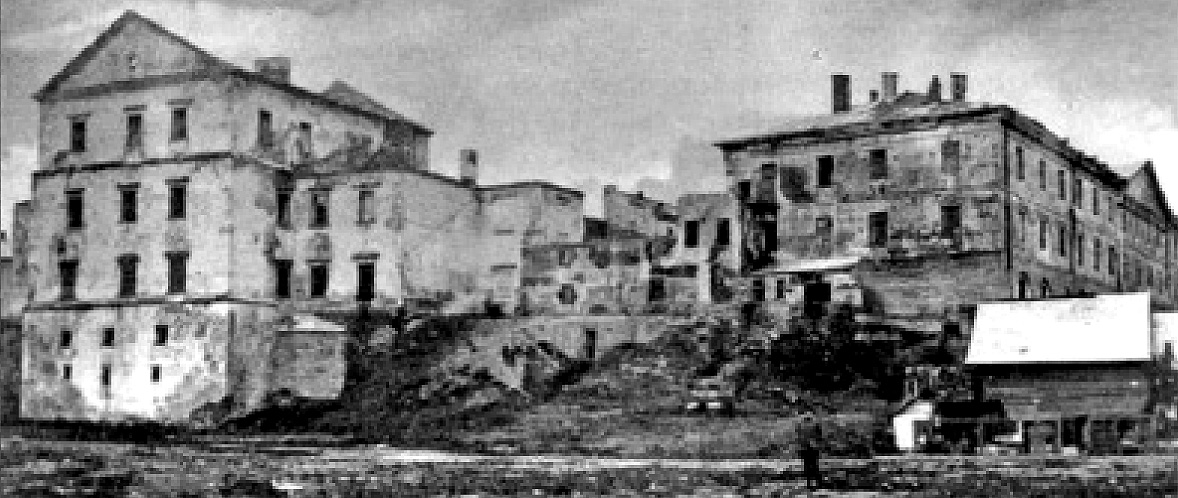
Тернопільські замок та палац після першої світової

Народився 5 квітня 1763 року. Батько — Станіслав Коритовський, мати — дружина батька Вікторія з Качоровських (донька Адама та Зофії з Лончинських).
Посади: маршалок шляхти Тернопільського повіту (також під час російської окупації 1810—1815), коронний галицький мечник (згаданий у 1827), був послом Галицького станового сейму в 1817 році.
Комендант Львова Феліц'ян Коритовський, його далекий родич, перед своєю бездітною смертю записав у 1809 році в заповіті всі маєтності Францішекові Коритовському.
Власник маєтків на Українських землях, зокрема, в Тернополі, Тернопільського «ключа» (зокрема, Кутківці), в селі Плотича.
Старий замок у Тернополі на початку XIX століття його коштом перебудували під палац: знесли оборонні укріплення, вежі, брами, оточили звичайним муром. Із південного боку збудували 3-поверховий Новий замок (Замковий палац, або палац Коритовських), звели нові в'їзні ворота — з вузькими хвіртками, 2-ма мурованими пілонами.
Після закінчення наполеонівських воєн пожертвував 1273 злотих 11 крейцерів для розвитку шкільництва.

### Сім'я
Дружина — графиня Нікодема Бок-Забельська гербу Тшаска, дідичка Монастириськ. Діти:
- Еразм,
- Юлія Мар'янна, дружина графа Генрика Дуніна-Борковського, Сцепелєвського, Антонія Завадзького,
- Йоанна — дружина Міхала Баворовського.

## Зауваги
1. ↑  іноді його називають Франциск
2. ↑  Посада в Королівстві Галичини. У праці польських дослідників під редакцією Казімежа Пшибося його в списку галицьких мечників до поділів Польщі немає → Prszyboś K. (opracował). Urzędnicy województwa ruskiego XIV–XVIII ww. — Wrocław — Warszawa — Kraków — Gdańsk — Łódź, 1987. — S. 48–50. (пол.)
3. ↑  Іноді його називають власником Тернополя